# استان کاروزی
استان کاروزی (به لاتین: Karuzi Province) یکی از ۱۸ استان کشور بوروندی است. استان کاروزی ۱٬۴۵۷٫۴۰ کیلومتر مربع مساحت و ۴۳۶٬۴۴۳ نفر جمعیت دارد.